# Pedigree
Pour les articles homonymes, voir Pedigree (homonymie).
 (février 2021).
Si vous disposez d'ouvrages ou d'articles de référence ou si vous connaissez des sites web de qualité traitant du thème abordé ici, merci de compléter l'article en donnant les références utiles à sa vérifiabilité et en les liant à la section « Notes et références ».

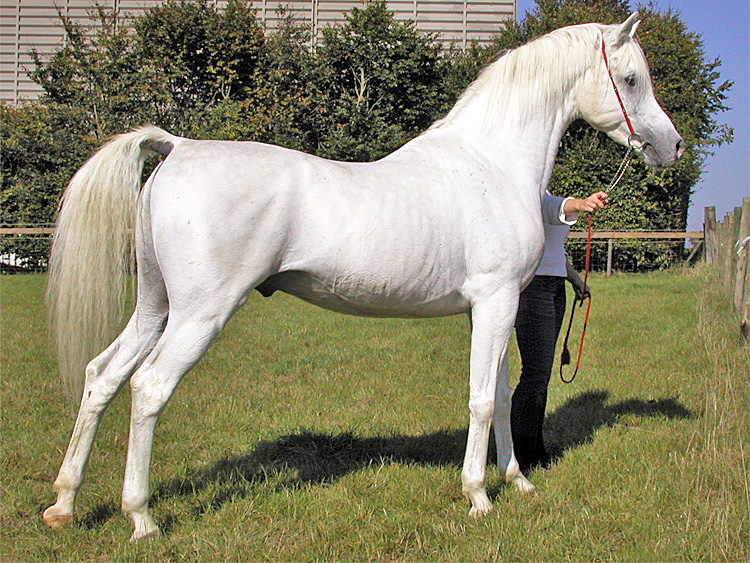
Étalon arabe pure race.

Le pedigree (ou pédigrée) est, chez les animaux, une liste d'ancêtres de la même espèce garantissant la pureté de la race. En France, pour les chiens, on peut obtenir un extrait du Livre des origines français (LOF), équivalent d'un extrait d'état civil, qui certifie la généalogie d'un chien de race. Pour les chats, il s'agit du Livre officiel des origines félines (LOOF). Chez le lapin, le pedigree garantit la race aussi bien que sa pureté.
Dans le langage courant, le terme « pedigree » est aussi utilisé pour tout ce qui a rapport à l'histoire d'une lignée distinguée. On s'en sert pour démontrer que l'animal vendu n'a aucun lien de parenté sur plusieurs générations si l'éleveur le désire.

## Étymologie
Le terme est ajouté à la langue française en 1828.
À l'origine, le terme « pedigree » vient de l'expression française « pied de grue », utilisée pour désigner l'arbre généalogique d'un animal. En effet, schématiquement, un arbre généalogique ressemble à l'empreinte d'une patte de grue. Le terme « pied de grue » a été repris littéralement par les Anglais, qui en ont transformé la prononciation en « pedigree ». Au XIXe siècle, dans la langue française, le « pied de grue » est tombé dans l'oubli au profit du « pedigree ».